# Denver Outlaws
I Denver Outlaws sono una squadra professionistica di lacrosse, facente parte della Major League Lacrosse, con sede a Denver, Colorado, USA. Sono stati fondati nel 2006 ed hanno perso 4 finali di playoff.